# Espejo de príncipes y caballeros
El Espejo de príncipes y caballeros es uno de los ciclos de libros de caballerías más destacados de la literatura castellana del Siglo de Oro. 

Iniciado por Diego Ortúñez de Calahorra con la publicación de la primera parte en Zaragoza en 1555, el ciclo narra las aventuras del Caballero del Febo y sus descendientes a lo largo de varias generaciones, constituyendo una de las sagas caballerescas más extensas y complejas del periodo. Fue publicado por primera vez bajo el título de: 
Espejo de príncipes y cavalleros, en que se cuentan los inmortales hechos del Cavallero del Febo, y de su hermano Rosicler, hijos del grande emperador Trebacio. Con las altas cavallerías y muy estraños amores de la hermosíssima y estremada Princesa Claridiana, y de otros altos príncipes y cavalleros. Ahora nuevamente traduzido de latín en romance. Dirigido al muy illustre señor Don Martín Cortés, Marqués del Valle, por Diego Ortúñez de Calahorra, natural de la ciudad de Nágera
Posteriormente el nombre de la obra se acorta a Espejo de Príncipes y Cavalleros, tomando como subtítulo el nombre de uno de sus protagonistas, el más notable "El Caballero del Febo". Además, se posiciona como una obra emblemática desde su título, ya que adopta la fórmula de los "espejos de príncipes", un género literario moralizante muy popular en la época, destinado a ofrecer modelos de conducta y virtudes a los gobernantes y nobles. Aunque Diego Ortúñez de Calahorra no fue el primero en emplear esta fórmula en un libro de caballerías, su obra destaca por fusionar el propósito didáctico de los espejos de príncipes con los elementos propios de la narrativa caballeresca, creando así un hibridismo genérico innovador para su tiempo.
A lo largo de los siglos XVI y XVII, el ciclo fue ampliado por diferentes autores y alcanzó una notable popularidad entre el público lector. Su éxito editorial quedó especialmente patente en la ambiciosa reedición zaragozana de 1617-1623, dirigida por el librero Juan de Bonilla, que consolidó la estructura del ciclo en cuatro partes impresas y gozó de una amplia difusión, como lo demuestran los numerosos ejemplares conservados en bibliotecas de toda Europa. Además de sus ediciones impresas, el ciclo fue objeto de continuaciones manuscritas, entre las que destacan dos nuevas partes descubiertas recientemente y atribuidas a Juan Cano López, escribano real en Madrid. Estas continuaciones, fechadas entre 1637 y 1640, confirman la vitalidad y el interés sostenido que el ciclo suscitó en el público lector incluso bien entrado el siglo XVII.
El Espejo de príncipes y caballeros no solo fue un éxito editorial, sino que también dejó una huella en la cultura del Siglo de Oro. Sus personajes y aventuras fueron citados y recreados en el romancero, el teatro y las festividades populares, y su presencia está documentada en inventarios de librerías y bibliotecas de la época, lo que evidencia su amplia difusión y accesibilidad. El ciclo fue, junto con el Amadís de Gaula, uno de los referentes imprescindibles del imaginario caballeresco hispánico, manteniendo su popularidad mucho después de la publicación del Quijote de Miguel de Cervantes.

## Ciclo Caballeresco
El ciclo de Espejo de príncipes y caballeros está compuesto por siete partes, escritas y publicadas entre los siglos XVI y XVII, incluyendo dos continuaciones manuscritas descubiertas recientemente.

### Primera parte
Escrita por Diego Ortúñez de Calahorra y publicada en Zaragoza en 1555. Consta de tres libros, generalmente distribuidos en cinco tomos, que narran la prehistoria y la historia de El Caballero del Febo y Rosicler.

### Segunda parte
Obra de Pedro de la Sierra Infanzón, publicada en 1580. Incluye dos libros que relatan las aventuras de Claridiano (hijo de El Caballero del Febo) y de Poliphebo (hijo ilegítimo de Trebacio).

### Tercera parte
Escrita por Marcos Martínez, fue impresa por primera vez en Alcalá de Henares en 1587, con reimpresiones en la misma ciudad ese mismo año y en Zaragoza en 1623. En 2012, Axayácatl Campos García Rojas realizó una edición crítica para el Centro de Estudios Cervantinos.

### Cuarta parte
También atribuida a Marcos Martínez, corresponde a la segunda mitad de la tercera parte, que fue subdividida editorialmente en una tercera y cuarta parte. Se imprimió en Alcalá de Henares (1587), con reimpresiones en 1588 y en Zaragoza en 1623.

### Quinta parte
Autor anónimo. Manuscrito del siglo XVII conservado en la Biblioteca Nacional de España (ms. 13.137 BNE), posterior a 1623.
Manuscrito distinto al anterior, escrito por el jurista Juan Cano López, natural de Morata y escribano real en Madrid entre 1609 y 1639. Redactado entre 1637 y 1640, se conserva en la biblioteca del Ministerio de Asuntos Exteriores (ms. 24 ABMAE).

### Sexta parte
Continuación directa de la anterior, también manuscrita y obra de Juan Cano López, fechada entre 1637 y 1640. Ambas partes funcionan como un único texto y representan una de las últimas manifestaciones del género de libros de caballerías en España.

## Traducciones
La Primera parte del Espejo de príncipes y caballeros fue el primer libro de caballerías español traducido al inglés. La traducción fue realizada por Margaret Tyler y publicada en Londres en 1578, con posteriores reimpresiones en 1580 y 1599.
En italiano, la obra fue traducida por el gentilhombre español Melchor Escapa de Villarroel, originario de León. Esta versión se publicó en tres volúmenes en Venecia entre 1601 y 1610, en la imprenta de los herederos Altobello Salicato, bajo el título Lo specchio de prencipi e cavalieri, nel quale in tre libri si raccontano le inmortali prodezze del cavaliere del Febo e Rosicler, figliuoli del gran Trebatio, imperator di Constantinopoli.
Asimismo, la obra fue traducida al francés por François de Rosset y Louis Douet, y publicada en París en 1617, con reimpresiones en 1620 y 1643, además de una edición sin fecha en Londres. En 1740 apareció en París una versión abreviada realizada por J. B. Torchet de Boismelé, que fue reimpresa en Ámsterdam en 1750 y 1769.
Una segunda traducción francesa, también libre y abreviada, fue llevada a cabo por M. A. R. Voyer d'Argenson, marqués de Paulmy, y A. G. Contant d'Orville. Esta versión se publicó en Ámsterdam y París en 1780 en dos tomos. El primer tomo sintetiza la obra de Ortúñez de Calahorra y las continuaciones de Pedro de la Sierra y Marcos Martínez, mientras que el segundo tomo resume varios libros principales del ciclo de Amadís de Gaula y la conclusión del Espejo de príncipes contenida en la tercera parte de la obra de Gilbert Saulnier Duverdier, Le Romant des Romans (París, 1629).
Esta versión francesa fue parcialmente traducida al alemán por Wilhelm C. S. Mylius y publicada en Leipzig entre 1781 y 1783. En ella se establece un vínculo entre el ciclo del Espejo de príncipes y caballeros y el de Amadís de Gaula, presentando al rey Lisuarte de Gran Bretaña, padre de Oriana y suegro de Amadís, como descendiente de Rosicler, hermano gemelo del Caballero del Febo.

## Argumento
El cervantista norteamericano Daniel Eisenberg resume del siguiente modo el argumento de los tres libros de la primera parte del ciclo:

### Libro primero
Trebacio es elegido emperador de los griegos (I, 1). Su elección provoca la invasión de Tiberio, rey de Hungría, que pretendía por herencia la corona griega. Tiberio ofrece la mano de su hija Briana al príncipe inglés Teoduardo, a cambio de auxilio militar (I, 2). Al rechazar Trebacio el ataque de Tiberio, oye hablar de Briana, y se enamora de ella aunque no la ha visto (I, 3). Para evitar que Teoduardo se case con ella, le mata cuando viaja por un camino poco poblado (I, 4-5). Fingiendo ser Teoduardo, Trebacio se casa con Briana, y engendran a sus dos hijos mayores, el Caballero del Febo y Rosicler (I, 6-7). Cuando se separa de Briana, un barco encantado le lleva a la ínsula de Lindaraja, donde la magia le obliga a enamorarse de ella, y de su amor nace una hija, también llamada Lindaraja (I, 8-9). Mientras tanto, nacen de Briana dos hijos gemelos, el Donzel del Febo y Rosicler (I, 11-12). Según sugerencia de Clandestria, doncella de Briana, fingen que son hijos de una mujer del pueblo, a quienes Briana lleva a criar al monasterio donde vive (I, 14). Briana pierde al Donzel del Febo, llevado por un barco pequeño de la misma manera que su padre (I, 15), pero le halla Florión, rey de Persia, quien había perdido recientemente su reino ante el invasor Africano (I, 16). Florión también recoge del pirata Mambriniano al príncipe Claberindo de Francia (I, 17). Estos dos, juntos con Brandizel, hijo de Florión, se crían en la corte del tío de Florión, el sultán de Babilonia (I, 18). A la edad de doce años, el Donzel del Febo mata al jayán Brandafilio, quien, por una enemistad heredada, estaba a punto de raptar al sultán y a su hija (I, 19). A la edad de dieciséis años, pide ser armado caballero para poder salvar a cierta Radamira del malvado Rajartes (I, 20), a quien mata (I, 21). Cuando Africano, no satisfecho con haber usurpado los reinos de Media y Persia, marcha confiadamente a Babilonia y pide su entrega, es el Caballero del Febo quien le mata en duelo y así devuelve Persia a Florión (I, 22-25). Poco después, un barco encantado lleva al Caballero del Febo a partes desconocidas (I, 26). Mientras tanto, Rosicler, que desea mucho verse armado caballero, sale de casa. Mata a un oso, salvando así a un niño (I, 27-28) y después mata al malvado Argión, que había aterrorizado el Valle de las Montañas pidiendo un tributo de vírgenes (I, 29). Camino de Inglaterra, otro barco encantado le lleva a Artemidoro, «autor», o mejor dicho, historiador (con Lirgandeo) de esta «historia» (I, 30-31). Artemidoro da un caballo a Rosicler, y le lleva a Inglaterra, donde, en un torneo, vence a los gigantes Brandagedeón (I, 32) y Candramarte, cortando a este las manos, manifestando así que será él quien en el futuro librará a la reina Julia de Cataya de dos gigantes (I, 33-34). Cuando Brandagedeón sigue molestando al reino inglés, Rosicler no tiene más remedio que matarle (I, 35-36). Éste sale con sus amigos Bariandel y Liriamandro en busca de aventuras, y pronto se une a ellos Zoílo, que acaba de llegar para participar en el torneo ya concluido (I, 37). Rosicler, durante su estancia en Inglaterra, se ha enamorado de Olivia, hija del rey Oliverio de Inglaterra, y ella de él, aunque no se lo han confesado mutuamente. Ella recibe una carta amatoria de Rosicler, pero solo puede descubrir, en cuanto a su abolengo, la falsedad de que era hijo de una mujer humilde, y por tanto se cree obligada a rechazarle (I, 38-40). Después de que Rosicler ha recibido su carta, y está a punto de cumplir su mandamiento de salir del reino, Olivia descubre que, en realidad, Rosicler es de sangre real, y le escribe una segunda carta, disculpándose por la anterior y pidiéndole que vuelva. Manda a su doncella Fidelia en búsqueda de Rosicler para entregarle la carta (I, 41-42). Sin alcanzarle ésta, Rosicler va a la ínsula de Candramarte, donde, con la ayuda del Caballero del Febo, que llega oportunamente, mata a los dos hijos de Candramarte, y a sus súbditos, cuando tratan de vengar a Candramarte la pérdida de sus manos (I, 43). El hermano de Rosicler es llevado por un barco antes de que éste pueda descubrir su identidad. Rosicler entonces conoce a Arquirosa, y le restituye su reino de Tesalia al matar al usurpador Rolando (I, 47-48). Bariandel, Liriamandro y Zoílo, que salían de Inglaterra en busca de Rosicler, visitan a Claridiana, princesa de Trapisonda (I, 45). Brandizel y Claberindo, que buscan al Caballero del Febo, llegan a Polonia, donde salvan a la hija del rey de un gigante (I, 46). El Caballero del Febo, que salió tan rápidamente de la isla de Candramarte, llega a la de Lindaraja, donde libra a Trebacio de su encantamiento (I, 44). Trebacio y el Caballero del Febo salen de la isla y vuelven en barco a Hungría, llegando a tiempo de librar a Clandestria de unos caballeros malos (I, 49). Pensando que Tiberio, aunque quisiera, no podría consentir en las bodas de su hija con el asesino de Teoduardo, Trebacio y el Caballero del Febo concluyen que sería más fácil, por el momento, simplemente robar a Briana y llevarla a Grecia. Mientras tanto, el Caballero del Febo, a petición de unas mujeres que encuentra, va a la corte de Tiberio para defender la honra de Elisandra, duquesa de Panonia, prometiendo ir después a Grecia (I, 50). En el camino de Ratisbona, donde en este momento está ubicada la corte de Tiberio, conoce a una tonta que le obliga a defender su hermosura contra Florinaldos, que mantenía la de su señora Albamira, en un puente cerca de Ratisbona. Al vencer a Florinaldos, incurriendo así en su enemistad (I, 52), el Caballero del Febo sigue su camino hasta llegar a Ratisbona, donde lucha con Aridón de la Selva Negra, el cual había acusado a Elisandra de adulterio, a petición de su marido, que quería su ducado para sí. El Caballero del Febo vence a Aridón, y, confesado lo tramado, Tiberio hace matar a Aridón y al marido de Elisandra (I, 53-54).

### Libro segundo
Trebacio y Briana, después de una reunión feliz, salen en secreto del monasterio donde ésta vivía, y llegan a Constantinopla, donde son bien recibidos (I, 55-II, 2). Florinaldos busca ocasión de luchar con el Caballero del Febo, que había quedado en la corte de Tiberio para saber cómo iba a recibirse el rapto de Briana. Los dos son encarcelados (II, 3). Florinaldos desafía al Caballero del Febo a resolver sus diferencias por la espada, pero éste le vence. El Caballero del Febo tiene entonces que huir, y se pone camino de Constantinopla para ver a Trebacio, como había prometido. En cierto lugar libra a Augusta, esposa de Tiberio, a quien habían robado, como venganza, unos parientes de Aridón y del marido de Elisandra (II, 8-9). Por haber salvado a cierta muchacha, recibe dos escuderos (II, 10). Florinaldos trata de cogerle en una trampa, pero el Caballero del Febo le vence por tercera vez y le recibe en su servicio, mandándole a buscar a Claberindo (II, 15-16 ). Rosicler, en Rusia en busca de aventuras, entra en la cueva de Artidón, librando a la reina Artidea (II, 4-5). Claberindo vuelve a Francia y se reúne con sus padres, después de matar al gigante Brandafuriel (II, 6-7). Bariandel, Liriamandro y Zoílo salen de Trapisonda para continuar la búsqueda de Rosicler. Entran en el reino de Lucicania y ayudan a la reina Lavinia a rechazar una invasión del rey de Valaquia. Aunque son hechos prisioneros (II, 12-14), antes de que puedan ser muertos, llega por casualidad Rosicler, que ha salido de Rusia, y les libra. Los cuatro vencen al rey de Valaquia (II, 17). Rosicler, que no se ha dado a conocer, sale en barco hacia Alejandría, pero, desviado por el mal tiempo, llega a Fenicia, donde salva a Sacridoro, rey de Antioquía, y le ofrece su ayuda para recobrar su reino. Antes de llegar a Antioquía, son atacados por salvajes, y un monstruo lleva a Rosicler al fondo de una fuente o estanque (II, 18-19). Bariandel, Liriamandro y Zoílo llegan y saben por Sacridoro que Rosicler había -aparentemente- muerto, y deciden volver a casa. Sacridoro, manifestando su gran amistad por Rosicler, se tira en la fuente tras él (II, 20). El Caballero del Febo, camino de Grecia, conoce a los gemelos Lindabrides y Meridián, que van en un vehículo insólito (II, 21). Se enamora de aquella y vence a éste, ganando así derecho a la mano de Lindabrides y al imperio de Tartaria (II, 22), cuando haya ido a Constantinopla y haya defendido su hermosura contra todo aquel que la niegue, por espacio de dos meses, lo cual hace (II, 23-25). Pero cuando Bariandel, Liriamandro y Zoílo llegan para contar la supuesta muerte de Rosicler, los torneos tienen que suspenderse (II, 28). Mientras tanto, Claridiana, viendo un cuadro del Caballero del Febo, se enamora de él, y sale para Constantinopla para verle (II, 26). Florinaldos halla a Claberindo, y sale con él (y Brandizel) para Constantinopla (II, 29). Rosicler y Sacridoro, al fondo de la fuente, se hallan en un gran valle, donde aquel libra a Luzindo, hijo del rey que había robado a Sacridoro su reino. Luzindo y su padre, en gratitud, devuelven su reino a Sacridoro (II, 27). Sacridoro y Rosicler salen para Grecia , donde éste mata al gigante Mandraco (II, 30-31). Como los torneos se reanudan, llega Claridiana para justar con el Caballero del Febo, que se enamora sin remedio de ella (II, 32-33). Sigue una lucha extraordinaria entre Rosicler y el Caballero del Febo, sin que gane ninguno (II, 34-35), pero después los dos se reconocen como hermanos, y Trebacio y Briana se reúnen con sus hijos perdidos, con gran alegría (II, 36). Rodarán, rey de la Arabia Feliz, se jacta ante Alicandro, emperador de Tartaria, diciendo que él solo vencerá a todos los caballeros de Grecia, reino que, según los pronósticos, será problema para Tartaria. Cuando llega a Grecia, aparece en la corte de Trebacio para desafiar a sus caballeros (II, 37-38). Vence honradamente a dos de ellos (II, 39), pero entonces, valiéndose de engaño, vence y toma preso a Brandizel (II, 40), Sacridoro (II, 41) y Rosicler (II, 42). Sale para luchar con él el Caballero del Febo, pero en el camino conoce a Liseo, rey de Lidia, que busca ayuda para expulsar de su reino al rey de Arcadia. Creyendo más urgente el problema de Liseo, el Caballero del Febo va a Lidia para ayudarle (II, 44-45, 48). Cuando Trebacio mismo va para justar con Rodarán, él también es hecho preso. Rodarán sale por mar para Tartaria con los presos (II, 46), pero por azar llega a Lidia, donde el Caballero del Febo le vence, y los griegos capturados son librados (II, 49-50). Vueltos todos a Constantinopla, de Trebacio y Briana nace otro hijo (II, 52). Lindabrides obliga al Caballero del Febo a volver con ella a Tartaria, pero Claridiana manda a su doncella Arcania que les acompañe, con propósito de averiguar si entre ellos nace el amor (II, 53). Por el camino, pasan por las ruinas de Troya, donde el Caballero del Febo vence a Oristedes, descendiente de los troyanos, quien se hace su amigo y les acompaña (II, 55, 61). Rosicler y Sacridoro salen de Constantinopla y encuentran a Fidelia, doncella de Olivia, que da a Rosicler la carta en que Olivia se disculpa, y por consiguiente van de prisa a Inglaterra (II, 54). Al descubrir que Oliverio está a punto de obligar a su hija a casarse con Sacridoro, para obtener la ayuda de éste en su proyectada campaña contra los griegos (para vengar la muerte de Teoduardo), Rosicler y Sacridoro, en atrevida maniobra, roban a Olivia de la ceremonia nupcial y alzan velas para Grecia con ella (II, 56-60). Claberindo y Brandizel, que se aburren en Constantinopla, salen en busca de aventuras. El tiempo les complace con un naufragio. Aquel se encuentra en la costa de la ínsula de Lindaraja, donde se enamora de Lindaraja (hija de aquella que había enamorado a Trebacio) (II, 62), mientras éste llega a la costa de Polonia, donde se casa con su amada Clarinea (II, 63).

### Libro tercero
El Caballero del Febo llega a Neptaya, capital del imperio de Alicandro, y está a punto de casarse con Lindabrides, cuando Arcania le recuerda que está traicionando a Claridiana. Sale en el acto para Trapisonda, muy avergonzado (II, 64-III, 1). Mientras Oristedes le defiende y le acompaña en su viaje, muchos de la corte de Alicandro piensan en la venganza (III, 2). Claridiana, mientras tanto, sabiendo que sus padres habían muerto, vuelve a Trapisonda para ser coronada emperatriz (III, 3), y cuando Arcania llega para decirle que el Caballero del Febo va a casarse con Lindabrides, experimenta un gran dolor (III, 5). Mientras Rosicler navega para Grecia con Olivia, una tempestad permite a Silverio alcanzarles, pero Rosicler se libra, gracias a la ayuda de su hermano, quien, después de muchas aventuras (III, 4), había sido desviado de su camino por la misma tempestad (III, 6). Silverio vuelve, vencido, a Inglaterra, mientras Rosicler, el Caballero del Febo y muchos de sus amigos, que les habían acompañado, llegan a Constantinopla, donde son recibidos con mucha alegría (III, 7). Silverio y los ingleses traman venganza por el robo de Olivia (III, 8), y Lindabrides también pide venganza a su padre; su corte está de acuerdo (III, 9-10). Claridiana aparece de incógnita en Constantinopla, y lucha infructuosamente con el Caballero del Febo (III, 11). Cuando él se da cuenta de quién es su adversario, de vergüenza sale de la corte. Mientras vaga por las selvas de Grecia encuentra a Brandimardo, hijo de Africano, que busca venganza. El Caballero del Febo le vence (III, 12). Poco después, se embarca para salir de Grecia, y una tempestad dirige su barco a la ínsula Solitaria, donde vive el monstruoso fauno. Abandona a sus escuderos, desembarca allí y mata al fauno, pensando acabar su vida en aquella isla deshabitada (III, 14-15). Claridiana, cuando descubre que el Caballero del Febo no se había casado con Lindabrides, no sabe qué creer y sale para la cueva oracular de Artidón, donde espera saber la verdad (III, 16). Lirgandeo, que puede, hasta cierto punto, pronosticar el futuro, aconseja a Trebacio que se prepare para una invasión (III, 13), la cual no tarda en llegar. Alicandro y su ejército se dirigen a Grecia (III, 17), y Trebacio, habiéndose preparado lo mejor que puede (III, 18), resiste a las fuerzas de Alicandro en una batalla indecisa, cuando éstas llegan (III, 20). Todos los aliados de Trebacio llegan para ayudarle (III, 21), y tiene lugar una segunda batalla (III, 22). Llega Meridián, además de Brandimardo, para ayudar a su padre Alicandro (III, 23). Cuando las tropas de Oliverio y Silverio llegan de Inglaterra. Rosicler, hábilmente, les engaña para que luchen con las fuerzas de Alicandro, pero en determinado momento salva la vida a Oliverio y a Silverio. Como resultado, Inglaterra y Grecia se reconcilian, y las fuerzas inglesas vienen a ayudar a Trebacio contra las de Alicandro. Silverio recibe la mano de Arquirosa, reina de Tesalia, en lugar de la de Olivia (III, 24-25). Bramarante, caballero salvaje de la corte de Alicandro, decide desafiar a algunos de los griegos a batalla personal para demostrar su fuerza corporal. Otros de la corte no piensan que puedan hacer menos, y el número de los partidarios de Alicandro llega a quince, frente a quince de los de Trebacio (III, 26). Durante el combate, doce de los de Trebacio vencen o matan a sus opuestos, y sólo tres batallas tienen que dejarse para concluirse después: la de Rosicler con Bradamán, padre de Bramarante (que no participó, ofendido porque no saldría contra él más de un griego a la vez), Claberindo con Meridián y Oristedes con Brandimardo (III, 30). Pero antes de concluir las batallas, Bramarante, enojado con Meridián y Brandimardo porque no le apoyaron cuando exigió luchar con varios a la vez, los llama una mañana fuera del real para luchar con ellos. Su padre Bradamán está a punto de ayudarle cuando llega Rosicler para llevar a término su batalla (III, 31). Mientras tanto, Claridiana ha llegado a la cueva de Artidón y ha quedado satisfecha respecto a la fidelidad del Caballero del Febo (III, 27). Así, pues, sale para la ínsula Solitaria. Pronto la halla, y los dos amantes se reúnen felizmente (III, 28-29). Como Claridiana sabe cuánta falta le hacen a Grecia sus caballeros, salen inmediatamente para Constantinopla, librando por el camino a los dos escuderos del Caballero del Febo de manos de piratas (III, 32). Llegan a Grecia en el momento en que Bramarante lucha con Meridián y Brandimardo, y el Caballero del Febo, enojado por la soberbia de Bramarante, combate con él y le hace perder el sentido. Rosicler entre tanto mata a Bradamán (III, 33). Cuando Bramarante descubre la muerte de su padre, blasfema contra sus dioses paganos, y va por el real tártaro destruyendo ídolos, hasta que Alicandro le aplaca (III, 36). El Caballero del Febo se reúne con los griegos (III, 34), y Lindabrides y él se escriben (III, 35). Cuando llega más ayuda para los griegos (III, 37), ellos y las fuerzas de Alicandro se juntan para la batalla decisiva, que termina en victoria definitiva para los griegos (III, 38). Cuando huyen Alicandro y Lindabrides, una tempestad les echa a la ínsula de Roboán, donde éste les hace presos (III, 39). El Caballero del Febo les sigue, y vence a Roboán y sus hijos (III, 40). Rosicler llega poco después y libra a la reina Julia, que, algo inesperadamente, revela ser una de las doncellas de Lindabrides. Rosicler, el Caballero del Febo, Alicandro y Lindabrides tienen una feliz reunión, Roboán y sus hijos se hacen cristianos (III, 41), y todos vuelven a Grecia (III, 42). Trebacio envía a Rosicler y Liriamandro para pedir a Tiberio, rey de Hungría, que venga para participar en las festividades (III, 43), pero cuando llegan allá, tienen primero que mantener en batalla la honra de Policena contra Roberto (III , 44-45). Entonces Tiberio se reúne con su hijo Liriamandro y todos van a Constantinopla (III, 46). Artemidoro y Lirgandeo tienen lástima de Lindabrides, que todavía no sabe si el Caballero del Febo la quiere, y la encierran en una torre encantada, donde vivirá en olvido feliz hasta que un caballero tenga valentía suficiente para librarla. Ninguno de los de la corte puede hacerlo (III, 48-49). Claramante, tercer hijo de Trebacio y Briana, se ha criado en la corte durante todo este tiempo, y parece que va a salir tan magnífico como sus hermanos (III, 47). Pero un día, cuando sale la corte a cazar, unos rezagados del ejército vencido de Alicandro le hacen preso y le llevan hacia Tartaria (III, 51). El Caballero del Febo y Claridiana prometen casarse, y llega su amor a su consumación, engendrando un hijo (III, 50).

## Capítulos primera parte

### Primer libro[4]
- CAPÍTULO I
- CAPÍTULO II. Cómo el rey de Ungría, pretendiendo tener derecho al imperio griego, se levantó contra el emperador Trebacio, y con lo que más avino.

- CAPÍTULO III. Cómo el emperador Trebacio, oyendo dezir la grande hermosura de la princessa Briana, se enamoró della, y lo que sobre ello hizo.
- CAPÍTULO IV.Cuenta cómo el príncipe Theoduardo vino a la gran ciudad de Belgrado, у del acuerdo que tomó el emperador para dar remedio a su passión.
- CAPÍTULO V. Cómo yendo el príncipe Theoduardo al Monesterio de la Ribera, el emperador Trebacio le salió al camino y huvo con él cierta contienda, con lo que más avino
- CAPÍTULO VI. Cómo el emperador Trebacio llegó al Monesterio de la Ribera, y diziendo ser el príncipe Theoduardo, se desposó con la princessa Briana.
- CAPÍTULO VII. Cómo el emperador Trebacio, hallando sola la princessa en un fresco jardín del monesterio, dio fin a su desseo, con grande pesar y enojo de la princessa.
- CAPÍTULO VIII. Cómo yendo el emperador Trebacio para su real, le acaeció en el camino cierta aventura, por donde fue perdido de los suyos.
- CAPÍTULO IX. Cuenta lo que le acaesció al em-perador en seguimiento del carro donde le paresció llevar a su señora la princesa Briana.
- CAPÍTULO X. Que cuenta lo que hizieron los cavalleros del emperador no hallándolo, y cómo fue publicada su pérdida y la muerte del príncipe Theoduardo.
- CAPÍTULO XI. Cómo la princessa Briana supo de la pérdida del príncipe Theoduardo, y lo que sobre ello hizo.
- CAPÍTULO XII. Que cuenta cómo la princessa Briana parió dos hijos, y Clandestria su donzella los dio a criar.
- CAPÍTULO XIII. Cómo el rey de Bohemia alçó el real que sobre la ciudad de Belgrado tenía y se bolvió para Grecia, y el de Ungría embió los cavalleros del principe a la Gran Bretaña.
- CAPÍTULO XIV. Cómo Clandestria dio forma a la princesa Briana como en su compañía pudiessen ser sus hermosos hijos criados.
- CAPÍTULO XV. Cómo el Donzel del Febo por cierta aventura fue perdido.
- CAPÍTULO XVI. Que cuenta la origen del fuerte Florión, príncipe de Persia, y lo que a este cavallero succedió.
- CAPÍTULO XVII. Cómo el príncipe Florión, andando dando por la mar, uvo en su poder al donzel Claberindo, hijo del rey Oristeo de Françia, y llevó al Donzel del Febo y a él a Babilonia.
- CAPÍTULO XVIII. Cómo el fuerte Florión entró con los donzeles en Babilonia, y cómo fueron rescebidos por el soldán y el sabio Lirgandeo.
- CAPÍTULO XIX. Que cuenta una aventura que acaesció al soldán de Babilonia andando a caça, y de un estraño hecho del Donzel del Febo.
- CAPÍTULO XX. De una aventura que a la corte del soldán vino, y lo que en ella hizo el Donzel del Febo.
- CAPÍTULO XXI. Que cuenta cómo el Donzel del Febo fue armado cavallero, y de la batalla que con Rajartes huvo.
- CAPÍTULO XXII. Cómo el fuerte y poderoso Africano, rey de Media y Persia, vino con grande exército sobre Babilonia.
- CAPÍTULO XXIII. Cómo el Cavallero del Febo salió de la gran ciudad de Babilonia a dar al rey Africano la respuesta de su carta, y de lo que hizo en ello.
- CAPÍTULO XXIV. Que cuenta la muy reñida batalla que passó entre el Cavallero del Febo y el fortísimo Africano, con lo demás que sucedió después de la batalla.
- CAPÍTULO XXV. Cómo el Cavallero del Febo y los dos príncipes Florión y Claberindo, con grande exército de cavalleros, passaron en el reino de Persia y lo tomaron todo, de manera quel príncipe Florión fue restituido en su reino.
- CAPÍTULO XXVI. Cómo yendo el Cavallero del Febo y el príncipe Claverindo a Babilonia, fueron divididos por cierta aventura, con lo que más avino.
- CAPÍTULO XXVII.'' Cómo la princesa Briana descubrió a Rosicler el secreto de como era su hijo, con lo que más passó.
- CAPÍTULO XXVIII.''  Cómo Rosicler se partió del Monesterio de la Ribera sin que la princessa su madre lo supiesse, y lo que después le avino.
- CAPÍTULO XXIX.  Que cuenta lo que Rosicler hizo sobre la deliberación de la donzella en el castillo de Argión.
- CAPÍTULO XXX. Cómo Rosicler se partió del Valle de las Montañas, y lo que más le avino.
- CAPÍTULO XXXI. Que cuenta lo que a Rosicler avino en la mar, después que de los príncipes fue partido.
- CAPÍTULO XXXII. Que cuenta cómo las grandes fiestas quel rey Oliverio tenía ordenadas en su corte fueron començadas, y lo que en ellas avino.
- CAPÍTULO XXXIII. Que cuenta una aventura que a la corte del rey Oliverio vino.
- CAPÍTULO XXXIV. Que cuenta la fuerte y peligrosa batalla que entre Candramarte y Rosicler fue hecha, y como la batalla y la ventura de la espada de la reina Julia fue acabada.
- CAPÍTULO XXXV. Cómo vino a la corte del rey Oliverio una donzella de la princessa Briana, por la qual Rosicler fue en seguimiento de Brandage-deón.
- CAPÍTULO XXXVI. Que cuenta la fuerte y reñida batalla que Rosicler huvo con Brandage-deón y sus cavalleros, y lo que en ella avino.
- CAPÍTULO XXXVII. Cómo Rosicler y los dos príncipes fueron a buscar las aventuras por la Gran Bretaña, y las donzellas llevaron el cuerpo del gigante a la corte.
- CAPÍTULO XXXVIII. Que cuenta cómo las donzellas llevaron el cuerpo de Brandage-deón a la corte del rey Oliverio, y cómo las infantas recibieron las cartas de sus cavalleros.
- CAPÍTULO XXXIX. Cómo Arnida, la donzella de la princessa Briana, dixo a la infanta Olivia la criança que Rosicler avía tenido, y lo que sobre ello hizo, creyendo que fuesse hijo de su amo Leonardo.
- CAPÍTULO XL. Cómo Fidelia llevó la carta de la infanta Olivia a Rosicler, y fue por él librada de ciertos cavalleros que la llevavan presa.
- CAPÍTULO XLI. Que cuenta lo que hizieron los príncipes Bariandel y Liriamandro en seguimiento de los cavalleros de la floresta.
- CAPÍTULO XLII. Que cuenta en qué manera la ida de Rosicler fue sonada en la corte del rey Oliverio, y cómo la infanta Olivia, después de la aver sabido, vino a saber como Rosicler era hijo de la princessa Briana, por lo qual, con grande arrepentimiento de lo que avía hecho, buelve a escrevir otra carta, con la qual la donzella Fidelia fue de la corte partida.
- CAPÍTULO XLIII. Que cuenta lo que acontesció a Rosicler en la ínsula de Candramarte, el gigante de las manos cortadas.
- CAPÍTULO XLIV. Cómo el Cavallero del Febo fue llevado a la ínsula de Lindaraxa, donde acabó cosas muy altas y espantosas.
- CAPÍTULO XLV.  Cómo los tres excelentes príncipes que en demanda de Rosicler ivan fueron aportados en el imperio de Trapisonda, adonde hallaron una hermosa aventura.
- CAPÍTULO XLVI.  Cómo los dos príncipes Brandizel y Claberindo secretamente se partieron del reino de Persia en busca del Cavallero del Febo, y lo que en su demanda les avino.
- CAPÍTULO XLVII.  Cómo Rosicler salió de la ínsula de Candramarte, y de una aventura que le acaesció en la mar.
- CAPÍTULO XLVIII.  Cuenta la muy fuerte y golpeada batalla que Rosicler hizo con Rolando, y lo demás que sucedió.
- CAPÍTULO XLIX. Cómo el emperador Trebacio y el Cavallero del Febo llegaron en el reino de Ungría, y lo que allí les avino.
- CAPÍTULO L. Cómo yendo el emperador y el Cavallero del Febo para el Monesterio de la Ribera, por una aventura atura que les avino se partieron el uno del otro.
- CAPÍTULO LI. Quenta cómo el emperador Trebacio llegó en el Monesterio de la Ribera, y lo que allí le avino con la princessa Briana su esposa.
- CAPÍTULO LII. Cómo el Cavallero del Febo iva a la corte del rey Tiberio, y en el camino uvo cierta contienda con un cavallero que guardava un passo.
- CAPÍTULO LIII. Cómo el Cavallero del Febo respondió ante el rey Tiberio por la duquessa Elisandra, y fue aplazada la batalla entre él y Aridón de la Selva Negra.
- CAPÍTULO LIV. Quenta la batalla que passó entre el Cavallero del Febo y el fuerte Aridón, con lo que avino.
- CAPÍTULO LV. Cómo el príncipe don Silverio pidió al rey Oliverio por muger a la infanta Olivia su hija, y lo que sobre ello avino.
- CAPÍTULO LVI. Cómo el emperador Trebacio sacó del Monesterio de la Ribera a la princessa Briana, y la manera como fue sabida su partida.

### Segundo libro
- CAPÍTULO I. Quenta lo que avino al emperador Trebacio y a la princessa Briana, siguiendo su camino para el imperio de Grecia.
- CAPÍTULO II. Que cuenta cómo el emperador Trebaçio y la princessa Briana llegaron en su imperio de Grecia.
- CAPÍTULO III. Que cuenta cómo la ida del emperador Trebacio y de la princessa Briana fue sabida en la corte del rey Tiberio, y lo que sobre ello passó.
- CAPÍTULO IV. Cómo el Cavallero de Cupido se despidió de la reina Arquirosa, y entrando por el reino de Rusia halló una estraña aventura.
- CAPÍTULO V. Quenta cómo el Cavallero de Cupido entró en la espantosa cueva de Artidón, y lo que en ella le avino.
- CAPÍTULO VI. Que cuenta cómo los dos príncipes Brandizel y Claberindo partieron del reino de Polonia, y fueron a dar en el reino de Francia, con lo que más avino.
- CAPÍTULO VII. Que cuenta cómo estando los dos príncipes Brandizel y Claberindo en la plaça de la ciudad de París, llegó un gigante llamado Brandafuriel, con el qual el príncipe Claberindo huvo una fuerte y peligrosa batalla.
- CAPÍTULO VIII. Que cuenta cómo el Cavallero del Febo salió de la prisión en que estava presso, y se fue de la corte del rey Tiberio en su desgracia.
- CAPÍTULO IX. Que cuenta lo que passó en la corte del rey Tiberio después de ido el Cavallero del Febo, y cómo los hermanos del duque de Panonia y Aridón de la Selva tenían acordado de se vengar del rey Tiberio por no aver querido perdonar sus muertes.
- CAPÍTULO X. Cómo el Cavallero del Febo llegó a un castillo donde libró una donzella, y huvo dos escuderos, que llevó consigo.
- CAPÍTULO XI. Que cuenta de las grandes fiestas que se hazian en Constantinopla por la venida del emperador Trebacio, y cómo fue sabida en la Gran Bretaña la muerte del príncipe Theoduardo, con lo que más avino.
- CAPÍTULO XII. Cómo los tres príncipes Bariandel y Liriamandro y el tártaro Zoilo, que en busca de Rosicler ivan, llegaron en el reino de Lucicania, y lo que allí les avino.
- CAPÍTULO XIII. Cómo los tres príncipes Bariandel y Liriamandro y el tártaro Zoflo salieron con la gente de la ciudad al real de sus enemigos, y las grandes cosas que allí hizieron.
- CAPÍTULO XIV. Que cuenta cómo los tres príncipes salieron la segunda vez al real, y fueron presos en poder de sus enemigos.
- CAPÍTULO XV. Cómo yendo el Cavallero del Febo para el imperio de Grecia le quisieron prender en una puente por traición, con lo que más avino.
- CAPÍTULO XVI. Cómo Florinaldos quiso prender al Cavallero del Febo por traición, y cómo él le mató sus cavalleros y lo recibió a merced, con lo que más avino.
- CAPÍTULO XVII. Que cuenta cómo el Cavallero de Cupido partió del reino de Rusia, y lo que en el camino le acaesció.
- CAPÍTULO XVIII. Que cuenta cómo el Cavallero de Cupido llegó en el reino de Fenicia, donde libro de muerte un cavallero que después fue muy grande amigo suyo.
- CAPÍTULO XIX. Que cuenta de una estraña aventura que al Cavallero de Cupido y al rey Saeridoro avino, andando por las montañas de Fenicia.
- CAPÍTULO XX. Que cuenta cómo los tres príncipes Bariandel y Liriamandro y el tártaro Zoflo llegaron a la fuente donde el rey Sacridoro lamentava la muerte de su grande amigo el Cavallero de Cupido, y cómo supieron dél quién era, con lo que más avino.
- CAPÍTULO XXI. Que cuenta de una estraña aventura que el Cavallero del Febo halló, caminando por el imperio de Grecia.
- CAPÍTULO XXII. Que cuenta la muy dura y golpeada batalla que entre el Cavallero del Febo y el príncipe Meridián fue hecha, con lo que después avino.
- CAPÍTULO XXIII. Que cuenta cómo el príncipe Meridián dexó el carro de la infanta Lindabrides su hermana, y se fue con las armas y el cavallo del Cavallero del Febo a la corte del rey de Macedonia.
- CAPÍTULO XXIV. Que cuenta cómo el Cavallero del Febo y la infanta Lindabrides caminavan para Constantinopla, y embiaron mensageros al emperador Trebacio, haziéndole saber su ida.
- CAPÍTULO XXV. Que cuenta la entrada quel Cavallero del Carro y la hermosa infanta Linda-brides hizieron en Constantinopla.
- CAPÍTULO XXVI. Que cuenta de una estraña aventura que a la princessa Claridiana avino, andando a caça.
- CAPÍTULO XXVII. Que cuenta lo que al penado Cavallero de Cupido avino después que fue lançado en la fuente de los salvages.
- CAPÍTULO XXVIII. Que cuenta cómo los tres príncipes Bariandel y Liriamandro y el tártaro Zoilo llegaron en Constantinopla, adonde dieron las nuevas de la muerte de Rosicler.
- CAPÍTULO XXIX. Que cuenta cómo Florinaldos llegó en el reino de Francia, donde fue preso en una puente, y cómo llegaron allí dos cavalleros que le pusieron en libertad, y los conosció; que eran los cavalleros de las flor de lises que él buscava.
- CAPÍTULO XXX. Que cuenta cómo el Cavallero de Cupido y el rey Sacridoro partieron del reino para imperio de Grecia.
- CAPÍTULO XXXI. Que cuenta de una brava y peligrosa batalla que el Cavallero de Cupido huvo con un famoso gigante en el imperio de Grecia.
- CAPÍTULO XXXII. Que cuenta cómo el Cavallero del Carro tornó a defender la hermosura de la infanta Lindabrides en la gran ciudad de Constantinopla, donde le acaescieron cosas muy estrañas.
- CAPÍTULO XXXIII. Cómo el Cavallero del Febo bolvió a defender la hermosura de la infanta Lindabrides, y lo que más avino.
- CAPÍTULO XXXIV. Cuenta cómo el Cavallero del Febo defendió la hermosura de la infanta Lindabrides, y llegaron a la plaça el Cavallero de Cupido y el rey Sacridoro, con lo que más avino.
- CAPÍTULO XXXV. Que cuenta la muy cruel y espantosa batalla que entre el Cavallero del Febo y el Cavallero de Cupido fue hecha, con el peligroso fin y maravilloso successo della.
- CAPÍTULO XXXVI. Cómo el Cavallero del Febo y el Cavallero de Cupido fueron bueltos en su acuerdo, y fueron conoscidos por hermanos, por maravilloso caso.
- CAPÍTULO XXXVII. Cuenta las grandes fiestas que en la gran ciudad de Constantinopla fueron hechas por el conoscimiento de sus príncipes, y aventura que vino en ellas, por do todos cierta aventura aventura que los cavalleros de la corte estuvieron a punto de perderse.
- CAPÍTULO XXXVIII. Cuenta quién era el valiente Rodarán y la donzella, y la causa porque vinIeron a la corte del emperador Trebacio.
- CAPÍTULO XXΧΧΙΧ. Cómo el príncipe Rodamar te fue a la puente del jaspe a se combatir con el valiente Rodarán.
- CAPÍTULO XL. Cómo el príncipe Brandizel fue a se combatir con Rodarán, y la fuerte y regurosa batalla que con él uvo.
- CAPÍTULO XLI. Cómo el rey Sacridoro fue a se combatir con Rodarán, y lo que con él le avino.
- CAPÍTULO XLII. Que cuenta la fuerte y reñida batalla que el valiente Rosicler huvo con el fuerte pagano Rodarán, y lo que con él le avino.
- CAPÍTULO XLIII. Cómo el príncipe don Silverio tornó a pedir al rey Oliverio que le diesse por muger la infanta Olivia, y por no querer desposarse con él la infanta Olivia, se bolvió con sus cavalleros en Lusitania; y lo que sobre esto avino.
- CAPÍTULO XLIV. Cómo el Cavallero del Febo fue a se combatir con Rodarán, y por cierta empressa dexó el camino que llevava.
- CAPÍTULO XLV. Cómo el Cavallero del Febo y el rey Liseo salieron al real, y la cruel batalla que huvieron con sus enemigos.
- CAPÍTULO XLVI. Cómo Rodarán embió a pedir cavalleros al emperador Trebacio, y los que fueron en su demanda.
- CAPÍTULO XLVII. Cómo en Constantinopla fue sabida la prisión del emperador, y lo que sobre ello se hizo.
- CAPÍTULO XLVIII. Cómo el Cavallero del Febo y el rey Liseo salieron el segundo día contra sus enemigos, y las altas cavallerías que en la batalla hizieron.
- CAPÍTULO XLIX. Cómo Rodarán aportó en tierra, y por grande aventura vino al reino de Lidia.
- CAPÍTULO L. Cómo el Cavallero del Febo salió la tercera vez al campo del rey de Arcadia, y de lo que en él avino.
- CAPÍTULO LI. Cómo el emperador Trebacio y aquellos príncipes y cavalleros partieron del reino de Lidia, la vía de Constantinopla.
- CAPÍTULO LII. Cómo la emperatriz Briana parió un hijo muy maravilloso, y las grandes fiestas que por él se hizieron.
- CAPÍTULO LIII. Cómo la infanta Lindabrides, delante el emperador y los príncipes de su corte, pidió un don al Cavallero del Febo, y él se lo otorgó, por donde le convino ir del imperio de Grecia.
- CAPÍTULO LIV. Cómo el Cavallero de Cupido, en compañía del rey Sacridoro, salió de Constantinopla, y lo que más le avino.
- CAPÍTULO LV. Cómo el Cavallero del Febo y la infanta Lindabrides ivan su camino a la gran Tartaria, y de la fuerte batalla que el Cavallero del Febo huvo con el troyano Oristedes.
- CAPÍTULO LVI. Cómo Rosicler y el rey Sacridoro llegaron a la Gran Bretaña, y lo que allí les avino.
- CAPÍTULO LVII. Cómo Fidelia fue a ver a la infanta Olivia, y le hizo saber la venida de Rosicler.
- CAPÍTULO LVIII. Cómo Fidelia salió de la corte y fue a hablar a Rosicler al monesterio donde avía quedado.
- CAPÍTULO LIX. Cómo las grandes fiestas del desposorio de la infanta Olivia fueron hechas, y lo que en ellas avino.
- CAPÍTULO LX. Cómo estando juntos el rey Oliverio y los altos príncipes y cavalleros de su corte para desposar la infanta Olivia con el príncipe don Silverio, Rosicler y el rey Sacridoro entraron en el gran palacio, y lo que allí hizieron.
- CAPÍTULO LXI. Cómo el troyano Oristedes llegó a la corte del emperador Alicandro y dio las nuevas de la venida de la infanta Lindabrides.
- CAPÍTULO LXII.  Cómo los dos príncipes Brandizel y Claverindo se partieron de la corte del emperador Trebacio, y lo que a los dos en la mar avino.
- CAPÍTULO LXIII. Cómo el príncipe Brandizel fue libre de la tormenta de la mar, y lo que más le avino.
- CAPÍTULO LXIV. Que cuenta las grandes fiestas que en la corte del emperador Alicandro fueron hechas.

## Otros
En 1780, Louis-Elisabeth de la Vergne, conde de Tressan, publicó una obra en dos tomos llamada "Historia del Caballero del Febo, de su hermano Rosicler y de sus descendientes", en la que se hacía una apretada síntesis de los ciclos del "Espejo de príncipes y caballeros" y el Amadís de Gaula, incluyendo las obras de Gilbert Saulnier Duverdier. Esta obra también ha sido atribuida al marqués de Paulmy y a Contant d'Orville. Para enlazar ambos ciclos, el autor hizo que Rosicler, el hermano del Caballero del Febo, fuera padre del Rey Lisuarte de Gran Bretaña, suegro de Amadís de Gaula.